# Pohlia melanodon
Pohlia melanodon là một loài Rêu trong họ Bryaceae. Loài này được (Brid.) A.J. Shaw miêu tả khoa học đầu tiên năm 1981.

## Hình ảnh

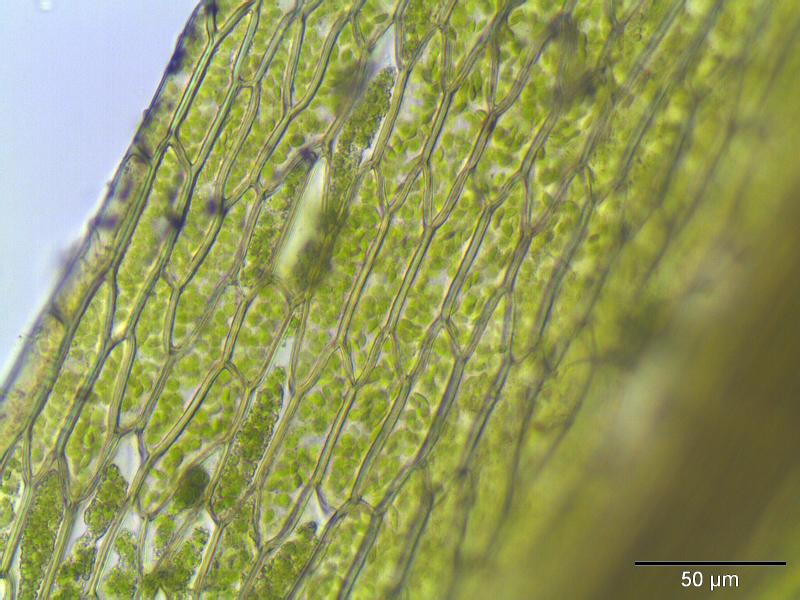